# Голенев, Степан Трофимович
Степа́н Трофи́мович Го́ленев (16 марта 1917, хутор Долгогусевский, Майкопский отдел, Кубанская область — 27 марта 1944, Николаев) — Герой Советского Союза, автоматчик роты автоматчиков 384-го отдельного батальона морской пехоты Одесской военно-морской базы Черноморского флота, матрос.

## Биография
Степан Трофимович родился в 1917 году в хуторе Долгогусевский Майкопского отдела Кубанской области (ныне — Белореченский район Краснодарского края) в семье русского рабочего. До начала службы в армии работал в Сочи ездовым.
В 1940 году был призван в ряды Красной Армии, службу проходил в Военно-морском флоте. В Великой Отечественной войне участвовал с начала боевых действий в составе морской пехоты Черноморского флота.
Летом и осенью 1942 года матрос Голенев участвовал в защите Новороссийска и Туапсе. В одном из боёв он получил тяжёлое ранение, проходил лечение в госпитале.
В апреле 1943 года был направлен в 384-й отдельный батальон морской пехоты Черноморского флота, и осенью того же года участвовал в десантных операциях по освобождению Таганрога, Мариуполя и Осипенко, за отличие в которых был награждён орденом Славы 3-й степени.
Участвовал также в боях на Кинбурнской косе, освобождении посёлков Херсонской области Александровка, Богоявленское (ныне Октябрьский) и Широкая Балка.
Во второй половине марта 1944 года вошёл в состав десантной группы под командованием старшего лейтенанта Константина Фёдоровича Ольшанского. Задачей десанта было облегчение фронтального удара советских войск в ходе освобождения города Николаева, являвшегося частью Одесской операции. После высадки в морском порту Николаева отряд в течение двух суток отбил 18 атак противника, уничтожив около 700 гитлеровцев. В этих боях погибли почти все десантники, в том числе и матрос С. Т. Голенев.
Указом Президиума Верховного Совета СССР от 20 апреля 1945 года за образцовое выполнение боевых заданий командования на фронте борьбы с немецкими захватчиками и проявленные при этом отвагу и геройство матросу Голеневу Степану Трофимовичу было присвоено звание Героя Советского Союза (посмертно).

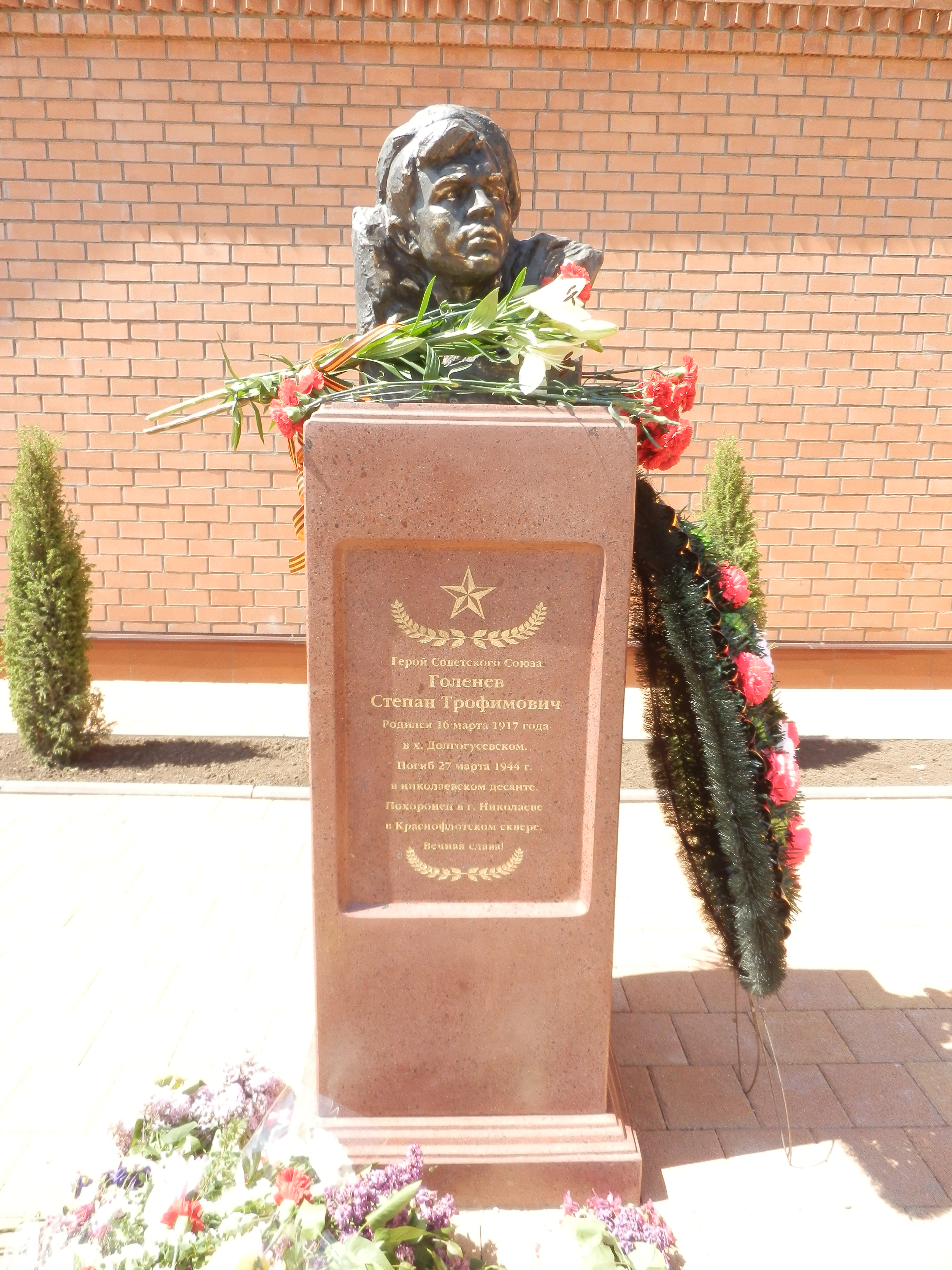
Бюст Степана Трофимовича Голенева, открытый 9 мая 2015 года в его родном хуторе Долгогусевском.

## Награды
- Золотая Звезда Героя Советского Союза (посмертно);
- орден Ленина;
- орден Славы 3-й степени.

## Память
- Похоронен в братской могиле в городе Николаеве (Украина) в сквере 68-ми десантников.
- Там же в честь Героев открыт Народный музей боевой славы моряков-десантников, воздвигнут памятник.
- Именем Героя названа улица в Сочи[2]. Улица в Ставрополе[3] названа в честь однофамильца Геннадия Голенева.
- 9 мая 2015 года в Долгогусевском был открыт бюст Голенева.